# Juan Mata
Juan Manuel Mata García (Burgos, España, 28 de abril de 1988), más conocido como Juan Mata, es un futbolista español que juega como centrocampista en el Western Sydney Wanderers F. C. de la A-League.
Como internacional español ha pasado por todas las categorías juveniles de la selección nacional, debutando en 2009 con la selección absoluta. Con ella se ha proclamado campeón del mundo en 2010 y campeón de Europa en 2012.

## Trayectoria

### Inicios
Nació en Burgos, donde su padre, el también futbolista Juan Manuel Mata Rodríguez, jugaba en esos momentos. A los tres años de edad emigró a Oviedo y fue criado en Asturias, ciudad en la que empezó a jugar al fútbol y de la que procede gran parte de su familia.
Comenzó a jugar al fútbol en La Fresneda C. F., más tarde en el Masaveu Club de Fútbol y, posteriormente, también formó parte del Juventud Estadio hasta que, con doce años, se incorporó a la cantera del Real Oviedo. A pesar de su edad ya apuntaba maneras debido a su técnica, su velocidad y a sus goles y regates, características que le valieron para que, tras pasar dos años en el equipo asturiano, fichara por las categorías inferiores del Real Madrid C. F. en el verano de 2003.

### Real Madrid
Debutó en el Cadete A y fue subiendo peldaños cada temporada, pasando por el Juvenil C y, finalmente, el Juvenil A en la temporada 2005-06 hasta llegar al primer equipo. Con este equipo ganó la Liga y la Copa de Campeones.
Ese mismo año disputó también el Campeonato Europeo sub-19 con la selección española, en el que se proclamó campeón y anotó cuatro goles. Esto le valió para dar el salto al Real Madrid Castilla C. F. sin ni siquiera tener que pasar por el Real Madrid C. F. "C".
En la temporada 2006-07 Juan Mata jugó en el Castilla en Segunda División. Su posición en el campo se trasladó a la banda izquierda, actuando como extremo, aunque sin perder su olfato de cara al gol ya que terminó como el segundo máximo goleador del filial madridista, con diez goles, por detrás del delantero Álvaro Negredo.

### Valencia C. F.

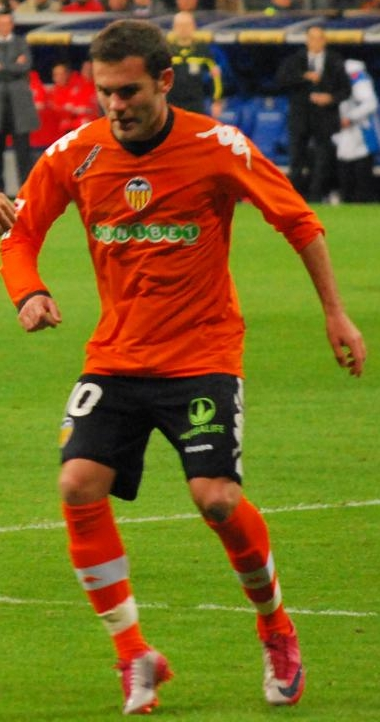
Juan Mata disputando en su etapa en Valencia.

Mata llegó al Valencia C. F. en 2007, con diecinueve años, no contando de inicio para el entrenador que dirigía al equipo ese momento, Quique Sánchez Flores. Tras su destitución y con la llegada de Ronald Koeman, sus apariciones fueron más habituales teniendo minutos como suplente.
Durante la temporada 2007/08 su aportación fue destacada en la Copa del Rey, competición en la que se estrenó como goleador del Valencia frente al Club Atlético de Madrid en el estadio Vicente Calderón. Además, en este partido jugó sus primeros 90 minutos completos. En Liga, metió cuatro goles en partidos decisivos contra el Athletic Club, el R. C. Deportivo de La Coruña, el R. C. Recreativo de Huelva o el Real Valladolid C. F.. Durante esa temporada empezó a hacerse un hueco a base de marcar goles, alguno tan importante como en la semifinal de Copa del Rey contra el F. C. Barcelona. En su etapa con el técnico holandés, Juan Mata, junto a David Silva y David Villa, formaron un tridente letal, el tridente ché; los tres jugadores se entendían a la perfección en el terreno de juego.
En la temporada 2008/09 ya se había convertido en un referente dentro del equipo y empezó siendo titular en un Valencia que hizo el mejor arranque liguero de su historia. Participó activamente con seis goles en la Liga y marcando algunos importantes, como en Mestalla contra el C. A. Osasuna, el cual valió tres puntos para su equipo. En competición europea se estrenó marcando un gol de cabeza en la Copa de la UEFA contra el Rosenborg noruego. Durante la campaña 2008/09 marcó un total de doce goles en Liga, muchos de los cuales sirvieron al equipo a conseguir los tres puntos, uno en Copa del Rey y otro más en la Copa de la UEFA. También destacó por sus asistencias en las tres competiciones, ayudando al equipo a acabar en sexta posición en la Liga.
Durante la temporada 2009/10 empezó a coger más peso, marcando el primer gol liguero del equipo contra el Sevilla F. C.. En esta temporada heredó el dorsal del mítico número 10 que había sido portado por Miguel Ángel Angulo durante muchas temporadas, y por otros jugadores destacados en la historia del club ché, como Mario Alberto Kempes o Vicente Guillot. Al cierre de la temporada Mata ya se había convertido en uno de los estandartes del equipo con nueve goles en Liga y cinco más entre Europa y Copa del Rey, haciendo un total catorce tantos. Su gran papel con el Valencia lo llevó a estar en la convocatoria de la selección española para el Mundial 2010.
La temporada 2010/11 fue una campaña clave para el jugador, ya que sus dos aliados en ataque, David Silva y David Villa, fueron vendidos. Pasó a cargar de manera indirecta con toda la responsabilidad y aceptando el reto de ser el nuevo referente. del equipo valenciano. A principios de 2011 renovó su contrato con el Valencia hasta 2014, en un acto realizado en la localidad de Denia. Días después de su renovación, se lesionó en un entrenamiento tras sufrir una contusión en la parte baja del peroné de la pierna izquierda, el cual le obligó a estar tres semanas sin jugar.
Dio numerosas asistencias de gol y anotó cinco tantos en Liga y uno en Europa. El primero lo marcó contra el Hércules C. F. tras una asistencia de Pablo Hernández. El segundo gol fue de cabeza en el partido frente al R. C. D. Español en Mestalla, en el minuto 92; el tercero fue contra el Levante U. D., quedándose solo contra el portero, y otros dos contra el Málaga C. F. y el Athletic Club.

### Chelsea F. C.

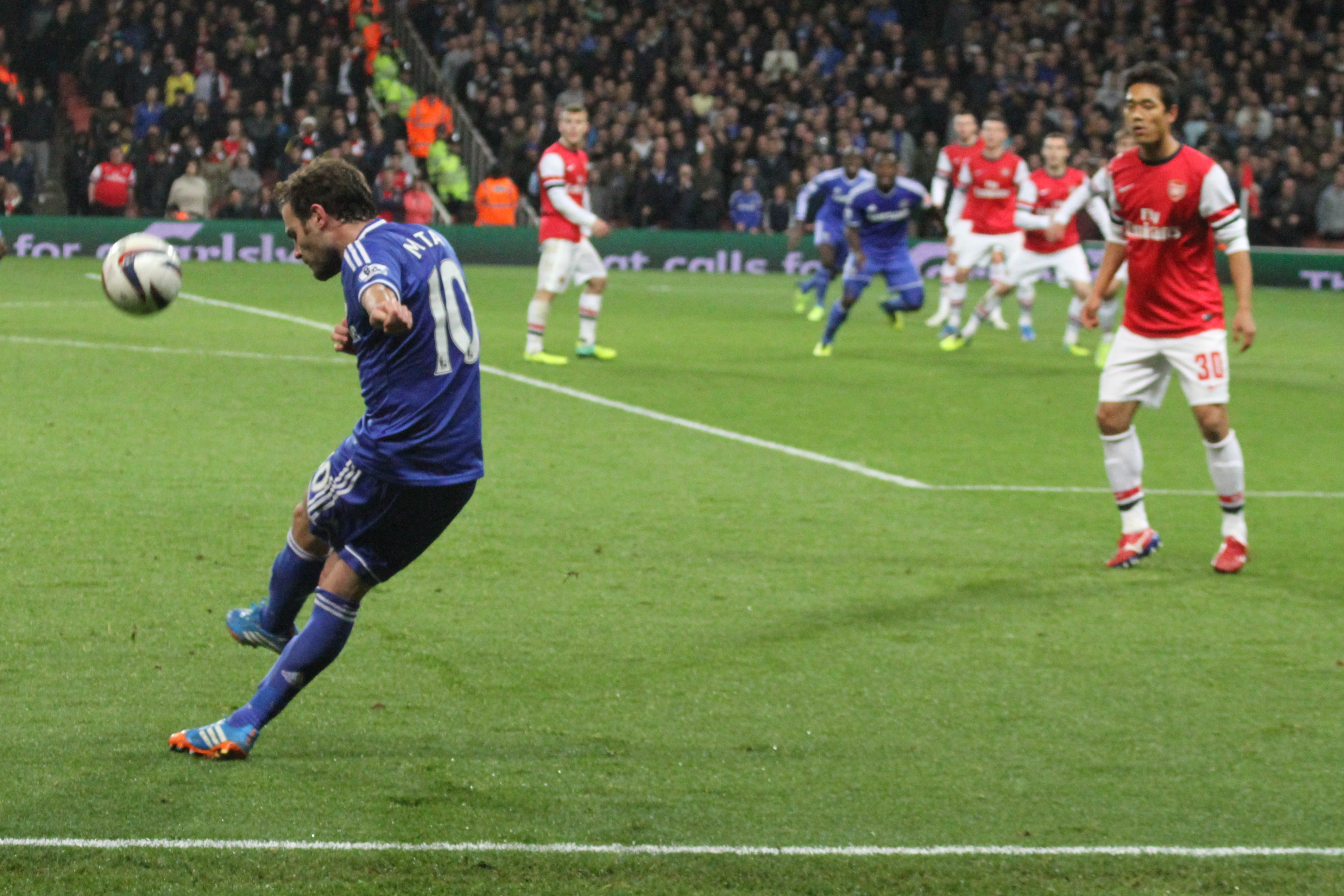
Mata, en un partido con los «Blues».

El 21 de agosto de 2011, tanto el Valencia como el Chelsea F. C. de Inglaterra confirmaron haber llegado a un acuerdo por el traspaso de Mata, el cual fue completado tres días después. Mata firmó un contrato de cinco años por una cantidad de 28 millones de euros.
Su debut con el Chelsea en la Premier League se produjo tres días después de haber sido contratado, al entrar al campo en el minuto 67 sustituyendo a Florent Malouda en un encuentro frente al Norwich City F. C., ante el cual contribuyó con un gol para que el Chelsea se llevara la victoria por 3-1. En un encuentro de Liga de Campeones frente al Bayer 04 Leverkusen, disputado el 13 de septiembre de 2011, marcó el segundo tanto del Chelsea en la victoria por 2-0. También fue titular en la conquista de la FA Cup y, el 19 de mayo de 2012, el Chelsea conquistó el título de la Liga de Campeones por primera vez en su historia, venciendo al F. C. Bayern de Múnich en la final. Fue nombrado jugador del año para su club en la temporada de su debut en la Premier League, algo que no lograba ningún futbolista desde el holandés Ruud Gullit en 1996.
El 15 de mayo de 2013 gana la UEFA Europa League al SL Benfica por 2-1. Finalmente, en el mercado de invierno de la temporada 2013-2014 abandonó la disciplina blue por no contar en los planes de su entrenador José Mourinho.

### Manchester United F. C.
El 24 de enero de 2014 el Chelsea acepta una oferta de 45 millones de euros del Manchester United Football Club por el jugador, cifra que suponía un traspaso récord hasta esa fecha para los «Mancunians».
Debutó con el Manchester United apenas un día después de ser presentado, y apenas un mes después fue elegido mejor jugador del club de febrero. Su primer gol fue en un partido de liga que acabó 4-0 ante Norwich City.
Puso fin a su etapa en el club en junio de 2022 tras expirar su contrato. En total estuvo ocho temporadas y media en las que marcó 51 goles en 285 partidos, además de lograr cuatro títulos.

### Tramo final de carrera
Después de dos meses sin equipo, en septiembre se unió al Galatasaray S. K. por dos años, siendo el segundo de ellos opcional. Decidió abandonar el equipo tras una temporada y habiendo ganado la liga. El 3 de septiembre de 2023 fichó por el Vissel Kobe japonés firmando un contrato por cuatro meses. A principios de enero de 2024, el club comunicó que no renovaría su contrato. Desde entonces estuvo varios meses como agente libre, hasta que en septiembre se marchó a Australia para jugar en el Western Sydney Wanderers F. C.

## Selección nacional

### Categorías inferiores
Debutó con la selección de fútbol de España en categoría sub-15, disputando en Tenerife el Torneo Atlántico. Con la selección sub-19, consiguió el Europeo sub-19 de 2006, que se disputó en Polonia, y fue considerado el mejor jugador del campeonato. En 2007, fue convocado para disputar la Copa Mundial de Fútbol Sub-20 de Canadá, donde fue titular en todos los partidos salvo en el último de la primera fase, y consiguió anotar dos goles. Con la selección española sub-21, Mata disputó un total de once partidos siendo un jugador importante para sellar la clasificación para la Eurocopa Sub-21 de 2009, que se celebró en Suecia.

### Selección absoluta

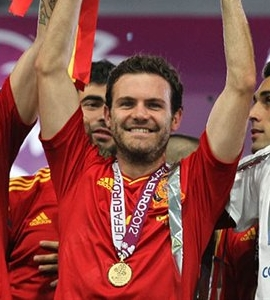
Mata con España, festejando la Eurocopa 2012.

Fue convocado por primera vez con la selección absoluta por Vicente del Bosque para un amistoso contra Chile, disputado en Villarreal el 18 de noviembre de 2008, aunque no llegó a debutar. Su estreno se produjo el 28 de marzo de 2009, en un partido de clasificación para el Mundial 2010 contra Turquía, en el que entró al campo sustituyendo a David Villa en el minuto 63. Anotó su primer gol con España en un partido clasificatorio para el Mundial frente a Estonia, disputado en Mérida el 9 de septiembre de 2009. El 11 de julio de 2010 se proclamó campeón de la Copa Mundial de Fútbol. En marzo de 2011 fue convocado de nuevo con la selección absoluta para disputar los partidos de clasificación para la Eurocopa 2012 contra la República Checa y Lituania.
Tras el triunfo en el Mundial 2010, regresó a la convocatoria de la selección sub-21 para jugar contra Dinamarca, partido que daba inicio a la Eurocopa Sub-21 de 2011 y que, finalmente, no pudo disputar por una lesión. Marcó dos goles en el partido frente Ucrania. El 25 de junio de 2011 se proclamó campeón de Europa con España en la Eurocopa Sub-21 de 2011. En 2011 fue a su vez, galardonado con la Medalla de Oro de la Real Orden del Mérito Deportivo, máxima distinción individual del deporte otorgada en España.
El 1 de julio de 2012 se proclamó campeón de Eurocopa por primera vez, tras vencer a Italia por 4-0 en la final. Juan Mata anotó el último de los goles que dieron el título a España tras recibir un magistral pase de Fernando Torres (bota de oro de la competición). En julio de 2012, fue incluido en la lista de dieciocho jugadores que participaron representando el fútbol de España en los Juegos Olímpicos de Londres 2012.

### Participaciones en fases finales
| Torneo                    | Sede              | Resultado        |
| ------------------------- | ----------------- | ---------------- |
| Europeo Sub-19 de 2006    | Polonia           | Campeón          |
| Mundial Sub-20 de 2007    | Canadá            | Cuartos de final |
| Copa Confederaciones 2009 | Sudáfrica         | Tercer lugar     |
| Copa del Mundo 2010       | Sudáfrica         | Campeón          |
| Europeo Sub-21 de 2011    | Dinamarca         | Campeón          |
| Eurocopa 2012             | Polonia y Ucrania | Campeón          |
| Juegos Olímpicos de 2012  | Reino Unido       | Primera fase     |
| Copa Confederaciones 2013 | Brasil            | Subcampeón       |
| Copa del Mundo 2014       | Brasil            | Primera fase     |

### Goles internacionales
| Goles internacionales con España | Goles internacionales con España | Goles internacionales con España                    | Goles internacionales con España | Goles internacionales con España | Goles internacionales con España | Goles internacionales con España |
| #                                | Fecha                            | Lugar                                               | Rival                            | Gol                              | Resultado                        | Competición                      |
| -------------------------------- | -------------------------------- | --------------------------------------------------- | -------------------------------- | -------------------------------- | -------------------------------- | -------------------------------- |
| 1.                               | 9 de septiembre de 2009          | Estadio Romano, Mérida, España                      | Estonia                          | 3-0                              | 3-0                              | Clasificación Mundial 2010       |
| 2.                               | 10 de octubre de 2009            | Estadio Hrazdan, Ereván, Armenia                    | Armenia                          | 1-2                              | 1-2                              | Clasificación Mundial 2010       |
| 3.                               | 14 de octubre de 2009            | Estadio Bilino Polje, Zenica, Bosnia y Herzegovina  | Bosnia y Herzegovina             | 0-5                              | 2-5                              | Clasificación Mundial 2010       |
| 4.                               | 29 de marzo de 2011              | Estadio S. Darius y S. Girėnas, Kaunas, Lituania    | Lituania                         | 1-3                              | 1-3                              | Clasificación Eurocopa 2012      |
| 5.                               | 7 de octubre de 2011             | Estadio Generali Arena, Praga, República Checa      | República Checa                  | 0-1                              | 0-2                              | Clasificación Eurocopa 2012      |
| 6.                               | 1 de julio de 2012               | Estadio Olímpico de Kiev, Kiev, Ucrania             | Italia                           | 4-0                              | 4-0                              | Eurocopa 2012                    |
| 7.                               | 11 de junio de 2013              | Yankee Stadium, Nueva York, Estados Unidos          | Irlanda                          | 2-0                              | 2-0                              | Amistoso                         |
| 8.                               | 20 de junio de 2013              | Estadio Maracaná, Río de Janeiro, Brasil            | Tahití                           | 8-0                              | 10-0                             | Copa Confederaciones 2013        |
| 9.                               | 15 de octubre de 2013            | Estadio Carlos Belmonte, Albacete, España           | Georgia                          | 2-0                              | 2-0                              | Clasificación Mundial 2014       |
| 10.                              | 23 de junio de 2014              | Estadio Joaquim Américo Guimarães, Curitiba, Brasil | Australia                        | 0-3                              | 0-3                              | Mundial 2014                     |

## Estadísticas

### Clubes
- Actualizado el 10 de mayo de 2025.[36][37]

| Club | Div.          | Temporada     | Liga  | Liga  | Copas nacionales(1) | Copas nacionales(1) | Torneos internacionales(2) | Torneos internacionales(2) | Total | Total | Media goleadora |
| Club | Div.          | Temporada     | Part. | Goles | Part.               | Goles               | Part.                      | Goles                      | Part. | Goles | Media goleadora |
| --- | ------------- | ------------- | ----- | ----- | ------------------- | ------------------- | -------------------------- | -------------------------- | ----- | ----- | --------------- |
| Real Madrid Castilla C. F. · España | 2.ª           | 2006-07       | 39    | 9     | ―                   | ―                   | ―                          | ―                          | 39    | 9     | 0.23            |
| Real Madrid Castilla C. F. · España | Total club    | Total club    | 39    | 9     | ―                   | ―                   | ―                          | ―                          | 39    | 9     | 0.23            |
| Valencia C. F. · España | 1.ª           | 2007-08       | 24    | 5     | 8                   | 4                   | 1                          | 0                          | 33    | 9     | 0.27            |
| Valencia C. F. · España | 1.ª           | 2008-09       | 37    | 11    | 4                   | 2                   | 6                          | 1                          | 47    | 14    | 0.3             |
| Valencia C. F. · España | 1.ª           | 2009-10       | 35    | 9     | 2                   | 0                   | 14                         | 5                          | 51    | 14    | 0.27            |
| Valencia C. F. · España | 1.ª           | 2010-11       | 33    | 8     | 3                   | 0                   | 7                          | 1                          | 43    | 9     | 0.21            |
| Valencia C. F. · España | Total club    | Total club    | 129   | 33    | 17                  | 6                   | 28                         | 7                          | 174   | 46    | 0.26            |
| Chelsea F. C. Inglaterra | 1.ª           | 2011-12       | 34    | 6     | 8                   | 4                   | 12                         | 2                          | 54    | 12    | 0.22            |
| Chelsea F. C. Inglaterra | 1.ª           | 2012-13       | 35    | 12    | 12                  | 3                   | 17                         | 5                          | 64    | 20    | 0.31            |
| Chelsea F. C. Inglaterra | 1.ª           | 2013-14       | 13    | 0     | 2                   | 1                   | 2                          | 0                          | 17    | 1     | 0.06            |
| Chelsea F. C. Inglaterra | Total club    | Total club    | 82    | 18    | 22                  | 8                   | 31                         | 7                          | 135   | 33    | 0.24            |
| Manchester United F. C. Inglaterra | 1.ª           | 2013-14       | 15    | 5     | ―                   | ―                   | ―                          | ―                          | 15    | 6     | 0.4             |
| Manchester United F. C. Inglaterra | 1.ª           | 2014-15       | 33    | 9     | 2                   | 1                   | ―                          | ―                          | 35    | 10    | 0.29            |
| Manchester United F. C. Inglaterra | 1.ª           | 2015-16       | 38    | 6     | 5                   | 3                   | 11                         | 1                          | 54    | 10    | 0.19            |
| Manchester United F. C. Inglaterra | 1.ª           | 2016-17       | 25    | 6     | 7                   | 2                   | 10                         | 2                          | 42    | 10    | 0.24            |
| Manchester United F. C. Inglaterra | 1.ª           | 2017-18       | 28    | 3     | 6                   | 0                   | 6                          | 0                          | 40    | 3     | 0.08            |
| Manchester United F. C. Inglaterra | 1.ª           | 2018-19       | 22    | 3     | 4                   | 2                   | 6                          | 1                          | 32    | 6     | 0.19            |
| Manchester United F. C. Inglaterra | 1.ª           | 2019-20       | 19    | 0     | 7                   | 1                   | 11                         | 2                          | 37    | 3     | 0.08            |
| Manchester United F. C. Inglaterra | 1.ª           | 2020-21       | 9     | 1     | 3                   | 2                   | 6                          | 0                          | 18    | 3     | 0.17            |
| Manchester United F. C. Inglaterra | 1.ª           | 2021-22       | 7     | 0     | 2                   | 0                   | 3                          | 0                          | 12    | 0     | 0               |
| Manchester United F. C. Inglaterra | Total club    | Total club    | 196   | 34    | 36                  | 11                  | 53                         | 6                          | 285   | 51    | 0.18            |
| Galatasaray S. K. Turquía | 1.ª           | 2022-23       | 16    | 3     | 2                   | 0                   | ―                          | ―                          | 18    | 3     | 0.17            |
| Galatasaray S. K. Turquía | Total club    | Total club    | 16    | 3     | 2                   | 0                   | 0                          | 0                          | 18    | 3     | 0.17            |
| Vissel Kobe Japón | 1.ª           | 2023          | 1     | 0     | ―                   | ―                   | ―                          | ―                          | 1     | 0     | 0               |
| Vissel Kobe Japón | Total club    | Total club    | 1     | 0     | 0                   | 0                   | 0                          | 0                          | 1     | 0     | 0               |
| Western Sydney Wanderers F. C. Australia | 1.ª           | 2024-25       | 23    | 1     | 0                   | 0                   | ―                          | ―                          | 23    | 1     | 0.04            |
| Western Sydney Wanderers F. C. Australia | Total club    | Total club    | 23    | 1     | 0                   | 0                   | 0                          | 0                          | 23    | 1     | 0.04            |
| Total carrera | Total carrera | Total carrera | 486   | 98    | 77                  | 25                  | 112                        | 20                         | 675   | 143   | 0.21            |
| (1) Incluye datos de Supercopa de España (2008-2009), Copa del Rey (2009-2011), Copa de la Liga (2011-2016), FA Cup (2011-2016) y Community Shield (2012-2013). (2) Incluye datos de Liga de Campeones de la UEFA (2007-2016), Liga Europa de la UEFA (2008-2016), Copa Mundial de Clubes de la FIFA (2012) y Supercopa de Europa (2012-2014). |               |               |       |       |                     |                     |                            |                            |       |       |                 |

## Palmarés

### Títulos nacionales
| Título               | Club                    | País       | Año  |
| -------------------- | ----------------------- | ---------- | ---- |
| Copa del Rey         | Valencia C. F.          | España     | 2008 |
| FA Cup               | Chelsea F. C.           | Inglaterra | 2012 |
| FA Cup               | Manchester United F. C. | Inglaterra | 2016 |
| Community Shield     | Manchester United F. C. | Inglaterra | 2016 |
| Copa de la Liga      | Manchester United F. C. | Inglaterra | 2017 |
| Superliga de Turquía | Galatasaray S. K.       | Turquía    | 2023 |
| J1 League            | Vissel Kobe             | Japón      | 2023 |

### Títulos internacionales
| Título                       | Club (*)                | Sede              | Año  |
| ---------------------------- | ----------------------- | ----------------- | ---- |
| Europeo sub-19               | Selección de España     | Polonia           | 2006 |
| Copa Mundial de Fútbol       | Selección de España     | Sudáfrica         | 2010 |
| Europeo sub-21               | Selección de España     | Dinamarca         | 2011 |
| Liga de Campeones de la UEFA | Chelsea F. C.           | Múnich            | 2012 |
| Eurocopa                     | Selección de España     | Polonia · Ucrania | 2012 |
| Liga Europa de la UEFA       | Chelsea F. C.           | Ámsterdam         | 2013 |
| Liga Europa de la UEFA       | Manchester United F. C. | Estocolmo         | 2017 |

(*) Incluyendo la selección.

### Distinciones individuales
| Distinción                                               | Año        |
| -------------------------------------------------------- | ---------- |
| Insignia de oro de la Federación Asturiana               | 2010       |
| Insignia de oro y brillantes de la Federación Valenciana | 2010       |
| Mejor jugador del Europeo sub-21                         | 2011       |
| Medalla de Oro - Real Orden del Mérito Deportivo         | 2011       |
| Jugador del año en el Chelsea F. C.                      | 2012, 2013 |
| Incluido en el Once Ideal de la Premier League           | 2013       |

## Vida privada
Es licenciado en Ciencias de la Actividad Física y del Deporte por la Universidad Politécnica de Madrid y en Marketing por la Universidad Camilo José Cela, y estudió el máster en Gestión Deportiva y del Entretenimiento en LaLiga Business School.

### Negocios
En noviembre de 2012, junto con sus compañeros de la Premier League Santi Cazorla y Michu, compró acciones del Real Oviedo, que luchaba por recaudar 2 millones de euros para mantenerse a flote en la Segunda División B.
Mata y su padre, Juan Manuel Mata, eran copropietarios de Tapeo and Wine, un restaurante español en Deansgate, en el centro de la ciudad de Mánchester, que abrió en 2016 y cerró en 2020 como consecuencia de la pandemia de COVID-19. Él y su padre sentían que las opciones de auténtica comida española en Mánchester eran insuficientes y por eso querían crear su propio restaurante. En ese momento, ambos entrenadores de Mánchester, Pep Guardiola y José Mourinho, eran clientes habituales.
En 2023 se unió al grupo inversor del Alpine F1 Team de Fórmula 1.
El 20 de noviembre de 2024 se unió al grupo propietario del San Diego FC de la Major League Soccer.

### Proyectos sociales
En agosto de 2017 la entidad StreetFootballWorld y Juan Mata impulsan el proyecto Common Goal en el cual pretenden que futbolistas de primer nivel donen el 1% de su sueldo para un fondo colectivo que utiliza el fútbol como herramienta de cambio, a este proyecto se han adherido futbolistas de la talla del alemán Mats Hummels, la norteamericana Alex Morgan, el italiano Giorgio Chiellini, el japonés Shinji Kagawa o el portero danés Kasper Schmeichel. Por su implicación en este proyecto recibió el Premio Reina Sofía del Deporte correspondiente a 2017.